# Jacob Opdahl
Jacob Opdahl (Bergen, 1894. január 15. – Bergen, 1938. március 20.) olimpiai bajnok és olimpiai ezüstérmes norvég tornász.
Az 1912. évi nyári olimpiai játékokon indult tornában és csapat összetettben szabadon választott szerekkel olimpiai bajnok lett.
Az első világháború után az 1920. évi nyári olimpiai játékokon ismét indult tornászként és csapat összetettben szabadon választott szerekkel nem tudták megvédeni az olimpiai bajnoki címüket, így ezüstérmesek lettek.
Testvére, Nils Opdahl vele együtt lett olimpiai bajnok.
Klubcsapata a Bergens TF volt.